# Limity jsme my
Limity jsme my je volné české uskupení zaměřující se z pozic klimatické spravedlnosti především na kritiku těžby a spalování uhlí v České republice. Jedná se o skupinu hlásící se k širšímu hnutí za klimatickou spravedlnost, které se jako ke svému základní inspiraci hlásí k německému hnutí Ende Gelände. Hnutí Limity jsme my vzniklo v roce 2015[zdroj?] v souvislosti s debatami o možnosti prolomení limitů těžby v severních Čechách. Nejviditelnějšími aktivitami hnutí bylo uspořádání čtyř Klimakempů v letech 2017, 2018, 2019 a 2020. Na ustavující schůzi byli členy výboru zvoleni Radek Kubala a Michal Štarha, 23. února 2019 je nahradili Jirka Nesrstová a Josef Patočka. 12. ledna 2021 Josefa Patočku nahradili nově přijatí členové Robert Vlček a Jakub Mácha.

## Zásadní teze
Hnutí zaměřuje svoji kritiku především na těžbu hnědého uhlí v Severních Čechách v mostecké pánvi a na s touto těžbou bezprostředně provázané elektrárny, především na elektrárny Chvaletice a Počerady. Konkrétně je pak jeho kritika zacílena především na skupinu Severní energetická kontroverzního podnikatele Pavla Tykače a na společnost ČEZ. Zásadním argumentem pro možné okamžité ukončení velké části těžby hnědého uhlí a pro uzavření některých elektráren využívaným aktivisty je především velký objem exportu elektřiny mimo Českou republiku.
Požadavkem hnutí je vedle co nejrychlejšího ukončení těžby také zajištění spravedlivého přechodu k novým zdrojům energie, který proběhne s ohledem na zájmy zaměstnanců stávajících těžebních společností.

## Manifest
Hnutí se ve svém působení řídí vlastním manifestem, ve kterém vytyčuje své cíle (ukončení těžby a spalování uhlí a všech ostatních fosilních paliv, klimatická spravedlnost, spravedlivý přechod na uhlíkově neutrální ekonomiku) a definuje nenásilnou přímou akci jako prostředek kterým jich chce dosáhnout. Důraz je kladen na nehierarchii, otevřenost, nenásilí, uržitelnost či solidaritu.

## Aktivity
Základní aktivitou, s níž je skupina spojena byly čtyři české Klimakempy - první český Klimakemp v roce 2017 v Horním Jiřetíně, druhý v roce 2018 v obci Louka u Litvínova, třetí v roce 2019 u obce Veltruby a čtvrtá akce pod názvem Akční víkend proti uhlí v roce 2020 v obci Okořín na Chomutovsku. Vedle těchto velkých akcí se Limity jsme my spolu s dalšími organizacemi účastní menších happeningů a přímých akcí. Současně se podílí na organizování přednášek, workshopů a vzdělávacích aktivit spojených s tématem klimatické krize a těžby uhlí v České republice. Veřejně se připojuje také k akcím pořádaným zahraničními organizacemi jako byly například protesty hnutí Ende Gelände v roce 2018 odehrávající se v kontextu boje o zachování Hambašského lesa.
| Datum      | Místo                                   | Cíl                                | Průběh |
| ---------- | --------------------------------------- | ---------------------------------- | --- |
| 17.04.2018 | Sídlo pojišťovny Generali               | Pojišťovna Generali                | Skupina lidí začala odnášet vodu z budovy pojišťovny s cílem poukázat na propojení společnosti s PGE, jejímž záměrem je rozšiřování uhelného velkolomu Turów v Polsku u hranic s Českou republikou, které by znamenalo zásadní prohloubení problémů s nedostatkem vody na České straně hranice |
| 11.11.2019 | Sídlo skupiny ČEZ                       | Skupina ČEZ                        | Spolu s dalšími organizacemi se Limity jsme my zúčastnilo happeningu před sídlem skupiny ČEZ, jehož cílem bylo poukázat na chystaný prodej nejšpinavější české elektrárny Počerady Pavlovi Tykačovi, respektive jeho firmě Severní energetická.                                                |
| 25.11.2019 | Sídlo firmy Severní energetická v Mostě | Severní energetická, Uhelná komise | V souvislosti se zasedáním vládní uhelné komise několik lidí vylezlo na střechu sídla firmy Severní energetická v Mostě s transparenty požadujícími ukončení těžby uhlí. Cílem bylo upozornit na fakt, že spalování uhlí výraznou mírou přispívá ke klimatické krizi a oteplování planety.     |

## Ocenění
V červnu 2019 obdržely Limity jsme my za své aktivity mimořádnou Cenu Josefa Vavrouška. V červenci 2020 pak byla stejná cena v kategorii pro mladé do 33 let udělena in memoriam jedné ze zakladatelek Limity jsme my Kristině Klosové.